# ببوش
بَبّوش قرية تونسية تقع بولاية جندوبة، قرب الحدود التونسية الجزائرية، شمال غربي مدينة عين دراهم.

### مواضيع ذات علاقة
- ولاية جندوبة.